# Мордовский округ
Мордовский округ — административно-территориальная единица СССР, существовавшая в 1928—1930 годах. 
Административный центр — Саранск.

## История
Округ образован в районе компактного проживания мордвы в составе Средневолжской области 16 июля 1928 года. В него вошли территории упразднённых Саранского, Рузаевского, Краснослободского и Беднодемьяновского уездов Пензенской губернии и Ардатовского уезда Симбирской губернии. С 20 октября 1929 года в составе Средневолжского края.
По состоянию на 1 июля 1929 года в административном аппарате окружных учреждений было 106 человек мордвы, что составляло 10,2 % общего числа всех сотрудников.
10 января 1930 года округ был преобразован в Мордовскую автономную область.

## Административное деление
В административном отношении округ делился на 23 района:
| - Ардатовский, - Атяшевский, - Ачадовский, - Беднодемьяновский, - Дубенский, - Ельниковский, - Зубово-Полянский, - Инсарский, - Ковылкинский, - Козловский, | - Кочкуровский, - Краснослободский, - Наровчатский, - Ромодановский, - Рузаевский, - Рыбкинский, - Саранский, - Старошайговский, - Талызинский, - Темниковский, | - Теньгушевский, - Торбеевский, - Чамзинский. |